# Ірбітський державний музей образотворчих мистецтв
Ірбітський державний музей образотворчих мистецтв (рос. Ирбитский государственный музей изобразительных искусств) — художній музей у місті Ірбіт (Свердловська область, Росія).

## Опис
Музей заснований як міський виставковий зал 3 січня 1972 року В. А. Карповим — заслуженим працівником культури Російської Федерації, лауреатом премії О. Е. Клера, академіком демидівської академії мистецтв і художніх ремесел. З 1991 року — Ірбітський музей мистецтв муніципального підпорядкування. У грудні 1995 року Міністерство культури Російської Федерації визнало колекції музею «національним надбанням загальноросійського значення». У 1997 році музей отримав статус державного музею образотворчих мистецтв.
Є єдиним у Росії спеціалізованим музеєм гравюри і малюнка.
У колекції музею є справжня картина Рубенса «Каяття Марії Магдалени».
На зберіганні в музеї є ще одна робота Рубенса — ескіз картини «Положення в труну», що зберігався до 1976 року в Ермітажі та вважався копією. Припущення про справжність картини виникло під час проведення її реставрації в 2016—2017 роках, а 2019 року справжність підтверджена експертами Ермітажу.

## Відділи

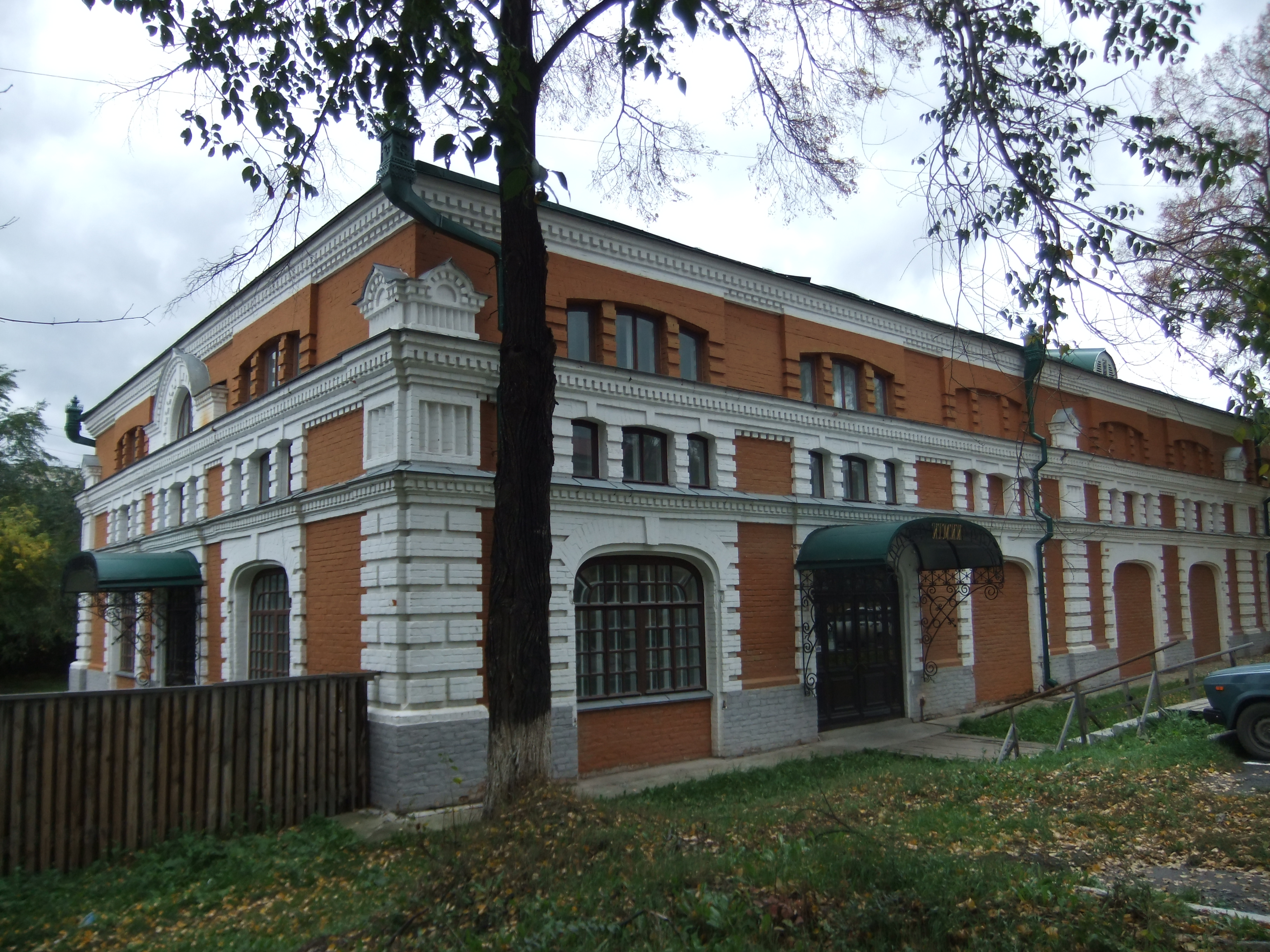
Музей гравюри і малюнка

### Музейно-виставковий інформаційно-освітній центр
Розташований по вул. Єлізар'євих, 28 у типовій прибудові до житлового будинку, яка була побудована 1974 року і реконструйована в 2001—2003 роках. Тут знаходиться основне сховище музею, обладнані виставкові і багатоцільові зали. На базі центру 2006 року відкрита «Віртуальна філія Російського музею».

### Музей уральського мистецтва
Відкритий в травні 2006 року в оновленому двоповерховому «Будинку купців Казанцевих» — пам'ятці архітектури кінця XIX століття.

### Музей гравюри і малюнка
Відкритий у вересні 2014 року в одноповерховому будинку «Торгового ряду Ірбітської ярмарки» — пам'ятці архітектури останньої чверті XIX століття, у стінах якого діє постійна експозиція «Майстри європейського мистецтва XV—XX століть».

## Колекція
Колекція музею налічує більше 15 тисяч творів і ділиться на два основні блоки: «Майстри гравюри і малюнка XV—XX століть. Європа і Росія» і «Майстра уральського мистецтва XX століття. Живопис, графіка, скульптура і декоративно-ужиткове мистецтво».
У фондах музею знаходяться унікальні колекції, серед яких колекція європейської друкованої та оригінальної графіки, що представлена творами митців національних шкіл Італії, Нідерландів, Фландрії, Німеччини, Франції, Англії, Іспанії, Швейцарії, Австрії, Польщі, Болгарії, Швеції та США, у тому числі роботами Альбрехта Дюрера, Ганса Бургкмайра, Федеріко Бароччі, Ламберта Суавіуса, Хубрехта Гольціуса, Тіціана, Тінторетто, Корнеліса Схюта, Адріана ван Остаде,  Антоніса ван Дейка, Рембрандта, Жака Калло, Шарля Лебрена, Герарда Еделінка, Джованні Баттісти Тьєполо, Джованні Баттісти Піранезі, Франсуа Буше, Жака-Луї Давіда, Франческо Бартолоцці, Франциско Гойї, Арчібальда Робертсона, Оноре Дом'є, Едуара Мане, Теодора Руссо, Шарля Франсуа Добіньї, Каміля Піссарро, Анрі Тулуз-Лотрека, Фелікса Валлотона, Ґеорґа Ґросса, Франса Мазереля, Феліче Казораті, Марка Шагала та Жуана Міро.